# Diospyros scottmorii
Diospyros scottmorii är en tvåhjärtbladig växtart som beskrevs av B. Walln. Diospyros scottmorii ingår i släktet Diospyros och familjen Ebenaceae. Inga underarter finns listade i Catalogue of Life.